# Surlifting
Le surlifting ou surchargement est une technique de contrebande consistant à surcharger les navires pétroliers en plus de leur cargaison officielle. Le pétrole en surplus est ensuite transbordé dans de plus petits pétroliers au large, dans les eaux internationales.
Par exemple, dans l'affaire pétrole contre nourriture, certaines sociétés de courtage pétrolier auraient dépassé les quotas autorisés d'exportation de pétrole irakien par la technique de surlifting et ce, en vue de contourner l'embargo de l'Irak. La société néerlando-suisse Trafigura a ainsi été impliquée dans l'affaire du pétrolier Essex.